# جعة القمح

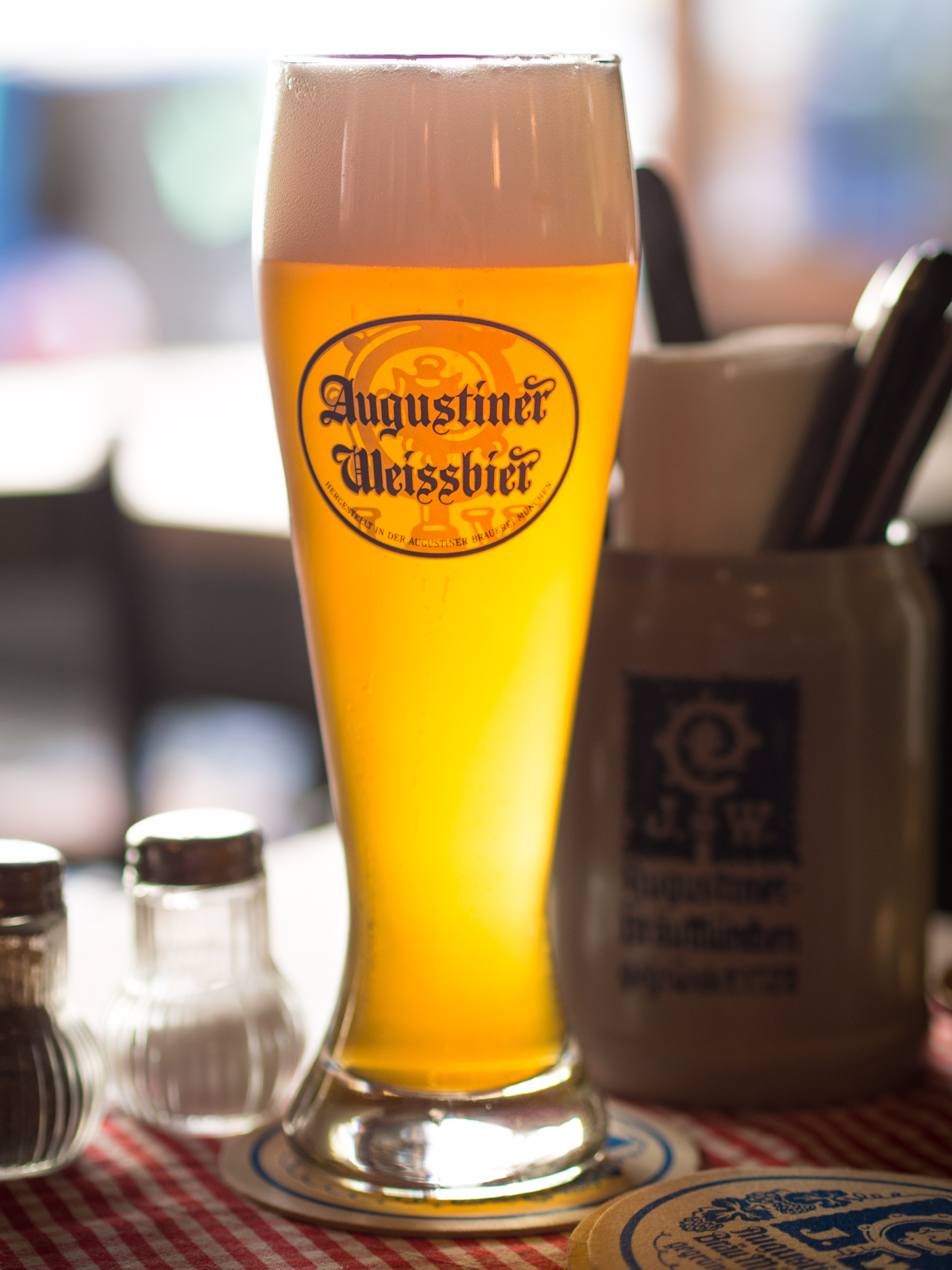
Augustiner Weißbier، جعة القمح البافارية غائمة بشكل طبيعي

جعة القمح (أو بيرة القمح) جعة عادة ما تكون مخمرة وتصنع بنسبة كبيرة من القمح مقارنة بكمية الشعير أو المَلْت. الصنفان الرئيسيان هما Weißbier، استنادًا إلى التقاليد الألمانية، و Witbier، استنادًا إلى التقاليد البلجيكية؛ وتشمل الأنواع البسيطة Lambic (المصنوع من الخمائر البرية والبكتيريا)، Berliner Weisse (بيرة حامضة)، وGose (نوع من الجعة الألمانية الحامضة والمملحة والأعشاب).

## أصناف
نوعان شائعان من جعة القمح هما Weißbier (ألماني - «بيرة بيضاء») استنادًا إلى التقليد الألماني المتمثل في خلط ما لا يقل عن 50٪ من القمح إلى الشعير لصنع جعة فاتحة اللون مخمرة، و witbier (الهولندية - «بيرة بيضاء») يعتمد على التقاليد البلجيكية في استخدام المنكهات مثل الكزبرة وقشر البرتقال. غالبًا ما تصنع الجعة البلجيكية البيضاء من القمح غير المملح، على عكس القمح المملح المستخدم في الأصناف الأخرى.
يُطلق على كلٍ من Weißbier الألمانية وwitbier البلجيكي «الجعة البيضاء» لأن «القمح» له نفس الجذر اللغوي مثل «الأبيض» في معظم اللغات الجرمانية الغربية (بما في ذلك اللغة الإنجليزية).
يتبع مصنعو الجعة في الولايات المتحدة ومصنعو الجعة الكنديان تقاليد جعة القمح الرئيسية، وعادة ما يكون ذلك بتغير أكبر.
في بريطانيا، لا تعتبر جعة القمح تقليدية؛ ومع ذلك، زادت المبيعات في السنوات الأخيرة. وهذا يتماشى مع ارتفاع مبيعات المنتجات المتخصصة الأخرى.
يتم تصنيع أنواع أخرى بسيطة من جعة القمح مثل Berliner Weiße وGose وLambic مع نسبة كبيرة من القمح.

### Weizenbier

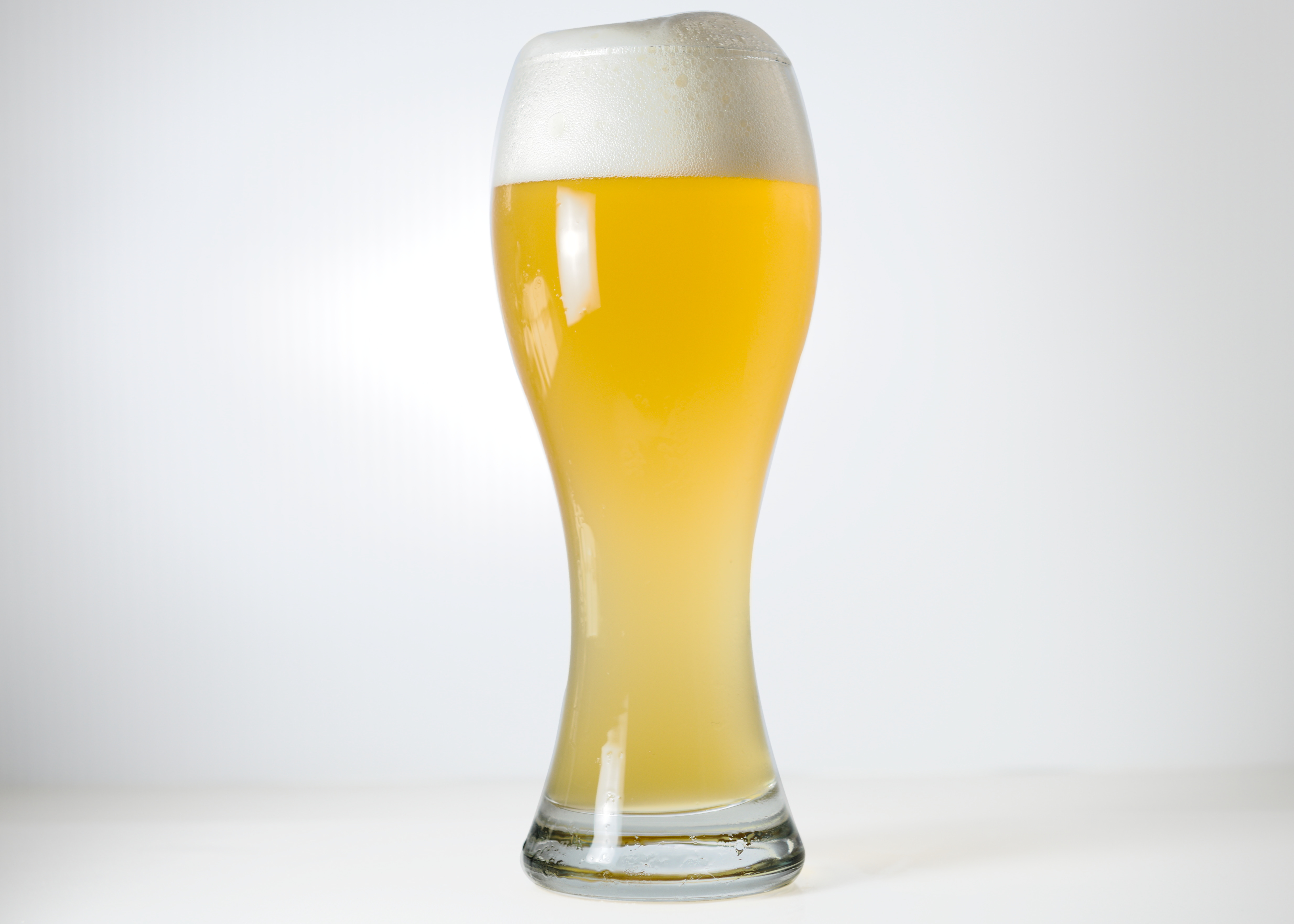
زجاج Hefeweizen الألماني